# Microrregión de Tobias Barreto
La microrregión del Agreste de Nossa Senhora das Dores es una de las  microrregiones del estado  brasilero de Sergipe perteneciente a la mesorregión del Agreste Sergipano. Está dividida en tres  municipios.

## Municipios
- Poço Verde
- Simão Dias
- Tobias Barreto

- Datos: Q2667102